# Ed Henry
Ed Henry (* 30. März 1921 in St. Cloud, Minnesota; † 30. September 2010) war ein US-amerikanischer Politikwissenschaftler, Hochschullehrer und Kommunalpolitiker.

## Leben
Nach dem Besuch der Cathedral High School studierte er zunächst an der Saint John’s University in Collegeville und schloss dieses 1943 ab. Danach leistete er zwischen 1943 und 1946 seinen Militärdienst als Offizier in der US Navy und diente auf einem Schiff zur Rettung britischer und US-amerikanischer Kriegsgefangener aus Formosa.
Ein anschließendes postgraduales Studium der Betriebswirtschaftslehre an der Harvard Business School sowie der University of Chicago schloss er mit einem Master of Arts (M.A.), einem Master of Business Administration (MBA) sowie schließlich einem Doktortitel ab.
1954 wurde er zum Professor und Dekan der Fakultät für Politikwissenschaft an die Saint John’s University berufen und hatte diese Funktion bis 1971 inne. Daneben war er zeitweise Vizepräsident der Universität. Außerdem war er in den 1960er Jahren Vorsitzender der Schulbehörde von St. Cloud.
Zwischen 1964 und 1970 war er als Kandidat der Demokratischen Partei zugleich Bürgermeister von St. Cloud. Während seiner Amtszeit kam es zum Bau des Municipal Athletic Complex, zur Verlagerung des Flughafens sowie zur Gründung der Städtischen Wohnungsgesellschaft. Sein städtisches Erneuerungsprogramm führte dazu, dass der Stadt 1973 der All-America City Award verliehen wurde. Mit Geldern der Ford Foundation konnte er von 1968 bis 1979 die Arbeit des Center for the Study of Local Government fördern, dem ersten Zentrum zur Erforschung von Kleinstädten in den USA. Daneben förderte er die Kooperation zwischen der Saint John’s University, dem College of Saint Benedict sowie der St. Cloud State University. Nachfolger als Bürgermeister wurde 1970 der Demokrat Al Loehr, der bis 1980 im Amt war und somit Henrys weitere Arbeit begleitete.
Danach nahm er seine Lehrtätigkeit wieder auf und war zunächst zwischen 1972 und 1974 Präsident des Saint Mary’s College in Indiana, ehe er 1974 Gründer und anschließend bis 1976 Dekan der Fakultät für Entwicklung der Saint John’s University war. Im Anschluss war er Präsident des Saint Michael’s College in Vermont und übte diese Position bis zu seinem Ruhestand 1985 aus. Im Anschluss war er jedoch noch von 1986 bis 1989 Präsident des Marian College of Fond du Lac sowie zwischen 1989 und 1990 Interimspräsident des Belmont Abbey College in North Carolina.
In den 1980er Jahren war er auch Verwaltungsdirektor der Community Foundation. Später war er Berater des heutigen Bürgermeisters von St. Cloud, Dave Kleis.
Seine Erfahrungen fasste er in dem Buch Micropolis in Transition zusammen, einer Studie über die Kleinstadt St. Cloud im Jahr 1971.